# Studia z Prawa Wyznaniowego
Studia z Prawa Wyznaniowego – czasopismo naukowe ukazujące się w cyklu rocznym, wydawane przez Katedrę Prawa Wyznaniowego Wydziału Prawa, Prawa Kanonicznego i Administracji KUL, poświęcone zagadnieniom prawa wyznaniowego.
Ukazuje się od 2000 roku. Na jego łamach publikują autorzy wywodzący się z ośrodków naukowych w Polsce i za granicą. Radę Naukową tworzą: Louis-Léon Christians, Gaetano Dammacco, Antoni Dębiński, Giorgio Feliciani, Silvio Ferrari, Wojciech Góralski, Mark Hill, Ignác Antonín Hrdina, Józef Krukowski, Henryk Misztal, Damián Němec, René Pahud de Mortanges, Balázs Schanda, Wacław Uruszczak, Vytautas Vaičiūnas, Marco Ventura i Krzysztof Warchałowski. W skład Zespołu Redakcyjnego wchodzą: Piotr Stanisz, Artur Mezglewski i Marta Ordon.
Od 2007 r. czasopismo zamieszczane jest na liście czasopism punktowanych MNiSW. Ponadto SPW są indeksowane w bazach: Scopus, Web of Science Core Collection (Emerging Sources Citation Index), Directory of Open Access Journals, HeinOnline-Law Journal Library, Index Copernicus, European Reference Index for the Humanities and the Social Sciences, Legal Source (EBSCO), Google Scholar, Central and Eastern European Online Library oraz The Central European Journal of Social Sciences and Humanities.